# 至尊玻璃鞋
《至尊玻璃鞋》是2007年中華電視公司八點檔連續劇，是一齣輕鬆的性別交錯的搞笑喜劇，演員有唐振剛、陸明君、周曉涵、龔繼安、陳思璇、劉亮佐、林利霏、張勛傑等。改編自河成賢（하성현）漫畫《皇后俱樂部》（《Queen's》，亞圖文化代理台灣中文版），但大部分劇情為原創。

## 故事大綱
鐵雄，長相斯文清秀，心地單純善良、熱愛小動物與針線活，也因為這樣往往被認為「不夠man」。在一次球場上的邂逅，鐵雄迷戀上嬌小可愛的同學蔡可兒，蔡可兒喜歡的卻是叱吒球場、充滿男人味的萬人迷金勇俊，這讓鐵雄起了想要變成男子漢以獲取可兒芳心的念頭。
為了幫忙熱愛動漫的可兒，鐵雄百般不願地cosplay《Fate/stay night》女主角Saber，迷人的扮相引起全校瘋狂追逐，追逐者中竟然包括外表冷酷的金勇俊！為了可兒的愛情，鐵雄百般懇求金勇俊，也被金勇俊玩弄在鼓掌之間，甚至引發了隱微的情愫……
為了成為男子漢，鐵雄找上了「正港男子漢」的漫畫家林富男。林富男酷帥性格的動作與外表，讓鐵雄崇拜不已，甚至要求住進她家；在亞瑛的幫助下，鐵雄順利與富男「同居」。一個超像男人的女人與一個超像女人的男人，就這樣開啟了許多歡笑與感動的故事……。

## 人物介紹

### 主要演員
| 演員       | 角色           | 人物簡介 |
| 唐振剛     | 鐵雄           | 小時候，親朋好友看到他都會發出由衷的讚歎聲：妹妹妳長的粉漂亮粉可愛哦！長大後，大家看到他也都會發出由衷的驚歎聲：你怎麼長的比女生還要漂亮？ 鐵雄為了討可兒的開心，破例答應在同人誌活動中COS “SABER”， 萬萬沒想到，鐵雄的角色扮相驚為天人，引發全場COSPLAY迷爭相拍照。鐵雄又躲又跑，險些遭受狂熱粉絲的性騷擾，卻意外把金勇俊撞倒在地。鐵雄怕被金勇俊認出自己落荒而逃，卻留下了一只“SABER”專用的鞋子，開啟了金勇俊往後尋尋又覓覓、覓覓又尋尋的坎坷情路。而鐵雄和金勇俊這次既美麗又錯誤的邂逅，也造成往後鐵雄、金勇俊、可兒和林富男錯綜複雜的愛戀關係。 |
| 陸明君     | 林富男         | 跟鐵雄恰恰相反，從小親朋好友看到她都總會捏著她紅咚咚的臉頰說著：弟弟胖嘟嘟的好可愛哦～ 長大後，為了在暴力情色、低級搞笑為主的青少男漫畫中闖出一番天地，她潛移默化地化身為男生，漸漸地，大家也都認為她是個帥氣十足的男人，又漸漸地，他也覺得自己個性和打扮比男人還要男人。 然而世事多變化，林富男在總編輯一聲令下，必須迎合市場而改畫少女漫畫。眼看林富男脫離少女天真爛漫的生活太久，總編輯替林富男接下學校動漫社的指導老師一職。林富男只好硬著頭皮去學校求經，跟一堆她討厭的死小孩混在一起。 林富男在學校頓時成為大家歡迎的老師，一半是因為她外甥叫做金勇俊，另一半則來自崇拜她的動漫社學生，尤其是鐵雄。鐵雄簡直把林富男當成是偶像，處處模仿她的言談舉止，希望可以像她一樣MAN，甚至住到富男家裡願意為她做牛做馬。林富男簡直快被鐵雄的死纏爛打給與逼瘋了，因為鐵雄遲遲沒發現她的真實性別是個女人，更不妙地是，她好像也漸漸習慣鐵雄對她的無微不至與言聽計從……。 |
| 周曉涵     | 蔡可兒         | 學校動漫社社長。熱愛動漫，更熱愛萬人迷金勇俊，程度只能用“走火入魔”四個字來形容。可兒想破腦子要吸引金勇俊的注意，只可惜往往適得其反。可兒轉而拜託跟她情同姐妹淘的鐵雄，幫忙出主意追求金勇俊，她沒想到鐵雄一直都在暗戀自己，更沒料到在這過程中反而發現金勇俊喜歡的人是...... |
| 龔繼安     | 金勇俊         | 每所學校必然有一個風雲人物，金勇俊就是其中之一。因為全校師生票選“最想成為他一夜情而被他狠狠拋棄的對象”、“情願他劈腿也要劈到自己的對象”以及“壞到骨子裡我也愛死他的對象”等等，金勇俊囊括所有票選項目的第一名。 面對好幾千位師生的寵愛眼光，金勇俊一向置之不理，往往每個女同學跟他告白，都落得自取其辱的可怕下場；即使交往的對象都是模特兒等級的美女，也往往無法持續超過兩個禮拜；大家卻因此更愛他、更崇拜他。 金勇俊覺得學校生活很無聊也很瞎，直到他遇見了認真又衝動的鐵雄。每次他故意逗得鐵雄團團轉，鐵雄的反應都很有趣，於是他決定把鐵雄當成一隻寵物來玩，在無聊到爆的校園找點樂趣。 金勇俊完全沒想到，到頭來他才是被鐵雄無意中耍得團團轉的人。因為讓他他珍藏的那只女神鞋子，竟然是鐵雄扮演”SABER”時所掉落…… |
| 陳思璇     | 孫亞瑛         | 林富男的多年同窗，也與林富男同住，外型美艷無敵、充滿成熟女人的韻味，與林富男剛好截然相反，但卻是非常了解彼此的知己好友，也只有富男知道她光鮮的外表底下不為人知的傷痛。亞瑛是一個服裝設計師，由於對時尚的敏感與美麗的執卓，亞瑛看到鐵雄的第一眼便對這小男孩深深地著迷；所以不管林富男的反對，硬是將鐵雄留在兩人身邊，成為自己設計服裝的靈感與試穿新衣的現成model。 |
| 劉亮佐     | 鐵爸(鐵近剛)   | 恨兒不成鋼型。從事健身教練的他十分苦惱他們家唯一的兒子鐵雄，因為鐵雄跟他心目中的好兒子（頂天立地的男子漢）差距太大了，不但喜愛縫紉與憐惜小動物，甚至還在學校的動漫社扮女裝！於是鐵雄爸爸決定好好鍛鍊兒子，讓鐵雄成為一個真正的男子漢...... |
| 林美秀     | 鐵媽           | 超級溺愛兒子型。每當鐵雄爸爸責罵兒子，第一個哭的人一定是她。因為只要她一哭，心疼老婆的鐵雄爸爸就會放過兒子一馬。鐵雄媽媽靠著這一招哭功，幫鐵雄從小到大擋了不少鐵雄爸爸的打罵。雖然偶爾也為兒子的過份軟弱而苦惱，但卻始終對鐵雄表現出恆久不變的支持，讓鐵雄備感窩心。 |
| 林利霏韋汝 | 鐵大姐、鐵二姐 | 鐵雄雖是家中的獨生子，但有兩個姐姐，可惜兩個姊姊長得都不如他標緻，所以三不五時幾個便會聯合起來捉弄比自己長得好看的倒楣弟弟。但畢竟手足情深，每當看到鐵雄被老爸折磨的不成人樣，又或者是看到鐵雄為情所苦（雖然不知道對象是誰），總還是會動腦筋出主意幫他消災解厄。只不過智慧有限，常常結果是越幫越忙，下場也越來越慘…… |
| 張勛傑     | 莊仁赫         | 富男的初戀情人，在學生時期與富男是無話不談的哥兒們，卻不知富男對自己早已傾心許久。後來與轉學生李敏珠交往，傷透富男的心；卻在分別多年後回到富男面前，甚至還多了一個孩子，攪亂富男原本平靜的生活......。 |
| 劉爾金     | 主任           | 名副其實拜倒在亞瑛石榴裙下的男人。把亞瑛當成他的夢中女神，直到某天意外發現她的驚人祕密，雖然經過一番驚嚇與掙扎，但後來發現自己深愛的就是亞瑛這個人，其他的一切都不重要，於是勇敢向她求婚。 |
| 申東靖     | 榮恩           | 鐵雄的朋友，但有時稍嫌不夠義氣。 |

## 音效
| 歌曲                    | 作曲/作詞                                        | 主唱                |
| 片頭曲: Just Be My Love | 作曲: F.I.R. 飛兒樂團 作詞:小翼．F.I.R. 飛兒樂團 | 何耀珊 編曲：郭偉聰 |
| 片尾曲: 做你的公主      | 作曲:陳忠義 作詞: 陳忠義                         | 何耀珊 編曲：陳忠義 |

## 作品的變遷
| 華視 八點劇場 星期一~五20:00 - 21:30 | 華視 八點劇場 星期一~五20:00 - 21:30           | 華視 八點劇場 星期一~五20:00 - 21:30 |
| ------------------------------------ | ---------------------------------------------- | ------------------------------------ |
|                                      | 至尊玻璃鞋 （2007.3.6 - 2007.3.23）            |                                      |
| 親親小爸 （2007.2.14 - 2007.3.5）    | 花樣少年少女（重播） （2007.3.23 - 2007.4.12） |                                      |

| 八大戲劇台 星期二至六 05:00～06:00 | 八大戲劇台 星期二至六 05:00～06:00         | 八大戲劇台 星期二至六 05:00～06:00 |
| ---------------------------------- | ------------------------------------------ | ---------------------------------- |
|                                    | 至尊玻璃鞋 （2012.12.20 - 2013.01.18）     |                                    |
| 鬥魚2 （2012.11.21 - 2012.12.19）  | 宮鎖珠簾(台語版) (2013.01.19 - 2013.03.13) |                                    |